# Adam Sandurski
Adam Sandurski (ur. 8 lutego 1953 w Zarzeczu) – polski zapaśnik, styl wolny, wielokrotny mistrz Polski, brązowy medalista Igrzysk Olimpijskich w Moskwie w 1980.
Reprezentował barwy Stali Rzeszów.
Był zwycięzcą plebiscytu na najpopularniejszego sportowca Polski południowo-wschodniej, organizowanego przez dziennik „Nowiny”, za rok 1980, 1981, 1982, 1983, zajął drugie miejsce w plebiscycie za rok 1984, trzecie miejsce w plebiscycie za rok 1985. W ramach tego konkursu w 1989 uznaniowo otrzymał tytuł „Honorowego Sportowca Roku” za rok 1988.
Po zakończeniu kariery sportowej wyprowadził się do Niemiec.